# 呂道南
呂道南（1933年12月8日—2018年6月13日），義大利靈醫會神父、醫生，臺灣宜蘭縣羅東聖母醫院院長，長期在宜蘭服務，成立早產兒基金、腎友基金會、和一般貧困基金會，第五屆醫療奉獻獎得主。

## 生平
1933年12月8日，呂道南（Antonio Didone）出生在義大利帕多瓦省奇塔代拉。他排行老大，下有四個弟弟、四個妹妹，其中兩個弟弟日後當神父，一個是老二呂若瑟、另一個是馬利歐。
呂道南13歲時不顧父親反對進入修道院就讀，1956年晉鐸神父。1959年隨天主教靈醫會來羅東，1961年奉指派到澎湖。擔任惠民醫院院長期間，他將病床從25床擴充到60床，為協助漁民推廣漁業重建碼頭，帶著民眾鑿井解決水資源問題。
1967年，呂道南到羅東聖母醫院服務。當時羅東聖母醫院只分內、外、婦科，所有醫療工作包括煮開水、倒痰盂，開刀房沒有通風設備，連止血鉗都沒幾支，在病床下鋪冰塊代替冷氣，外科醫師以手術檯當床，不論身分，眾人都得捲起衣袖一起幹活。
1973年，40歲時，呂道南返回義大利帕多瓦大學就讀小兒科，1977年回羅東後，有鑑於當時蘭陽地區對外交通不便，必須轉診到臺北的早產兒往往在路上夭折，率先添購保溫箱、照光治療等設備，成立其他醫院不願設立的新生兒加護中心照顧。羅東鎮鎮民方秋美表示，她的一對早產兒都是呂道南救活的，當時出生時丈夫因精神狀況不穩又無業，無力負擔龐大的早產兒保溫箱等照護費用，獲得呂道南救助。護理人員尤惠琴回憶，呂神父常自己出錢，囑咐她交給病患充醫療費。1970年代末，他常捐錢與捐血給五結鄉的鄭林素卿罹患地中海型貧血的女兒，拯救其性命。每月，他會利用兩、三個星期天，到大同鄉、南澳鄉等偏遠山區傳教、義診，補充醫療器材，灌輸原住民衛生教育。
1984年，呂道南成立腎友基金會，免除血液透析病患高額負擔，受益人次達萬以上；1985年成立一般貧困病患基金會；1986年成立聖嘉民啟智中心，訓練、復健智能障礙兒童；1989年成立早產兒基金會及復健之友會。
呂道南與副院長傅立吉都是義大利籍神父，但是兩人所精通的臺灣語言卻有所不同，呂道南精通台語、而傅立吉則精通中華民國國語。有不少來賓以為呂道南精通國語，在旁的聖母醫院人員立刻會告訴來賓，講台語也會通，等來賓開始說台語時，呂院長才感覺輕鬆起來。
呂道南生活儉樸，有台打字機已用了二十多年，同仁們都勸他換新的，卻一再以還能用回謝，直到老打字機終於故障，不得已買了新的，卻還抱著老打字機要請人再修。他將對色彩學的認識充分運用在聖母醫院新建大樓的內部設計上，手術室牆壁採用使人感到平和、安定淡綠色，各層樓病房的牆壁則是讓人覺得溫暖的淡粉紅色。有時醫院員工會勸他要謹慎查核求助對象，他總是回答會開口的人，必定是真正需要幫助，一次醫院遭竊，經調查發現是一名病患所為，呂道南不但未將送警，還掏錢給他。院長室秘書藍麗卿講了一個故事，醫院同仁家屬醫療費可以五折優惠，一次某同仁為替親戚節省醫療費，向呂院長騙稱這親戚是自己母親，而得四折優惠，後經院方人員查證是謊言，但呂院長認為病人一定有困難，還給予病人七折優待。　　
1990年秋，《聯合晚報》記者黃靖雅前來羅東聖母醫院訪問呂道南，她是在此出生、年幼時在此治療燙傷、父母也是在這過世。當時被稱為「大醫師」的范鳳龍剛過世，開院元老之一的安惠民神父早於1967年去世，高安修士和人稱「阿巴」的巴瑞士也於三年前病逝，王理智神父則於十年前轉赴肯亞服務，元老級的何義士修士也已轉駐澎湖惠民醫院，聖母醫院外籍醫師僅剩內科的馬仁光、和小兒科的呂道南二人。她感嘆臺灣是個不太有歷史感的地方，這些守著醫療崗位的外籍醫師也許再過十年，不再有人記得他們曾為清苦時期的臺灣做過什麼，但她認為這些教會醫院和外籍醫師仍是值得記錄的。
醫療人員藍麗卿回憶，呂神父從不宣揚自己的善行，直到醫院收到莫名其妙的禮物時，才發現原來院長又默默幫助了不少人，如有一位衣衫襤褸的婦人手提雞感謝提供院長她女兒就讀護校費用。1993年9月初，一對頭城鎮的父女來到羅東聖母醫院指名要找院長呂道南，並付了一萬元，說三十年前他妻子因急性胃病到來住院，但他家境貧窮，生活都有問題，院方獲悉後，以救人要緊，立即手術。
1995年3月13日，第五屆醫療奉獻獎名單公布，呂道南為獲獎者之一。
2000年時，呂道南診斷出罹患進行性上眼神經核麻痺症，隔年雖返回義大利就醫，但他不捨台灣，2004年再度返台定居。晚年時罹患非典型巴金森症，由慈濟義工吳益銘照顧、陪做彌撒、禱告。
2003年1月24日，內政部長余政憲將永久居留證給與華思儉、潘志仁、李智、呂道南、馬仁光、柏德琳。2017年12月26日，宜蘭縣代理縣長陳金德帶著六張中華民國國民身分證前往羅東聖母醫院致贈給靈醫會的呂若瑟、李智、呂道南、謝樂廷、傅立吉及卡通靈修士。

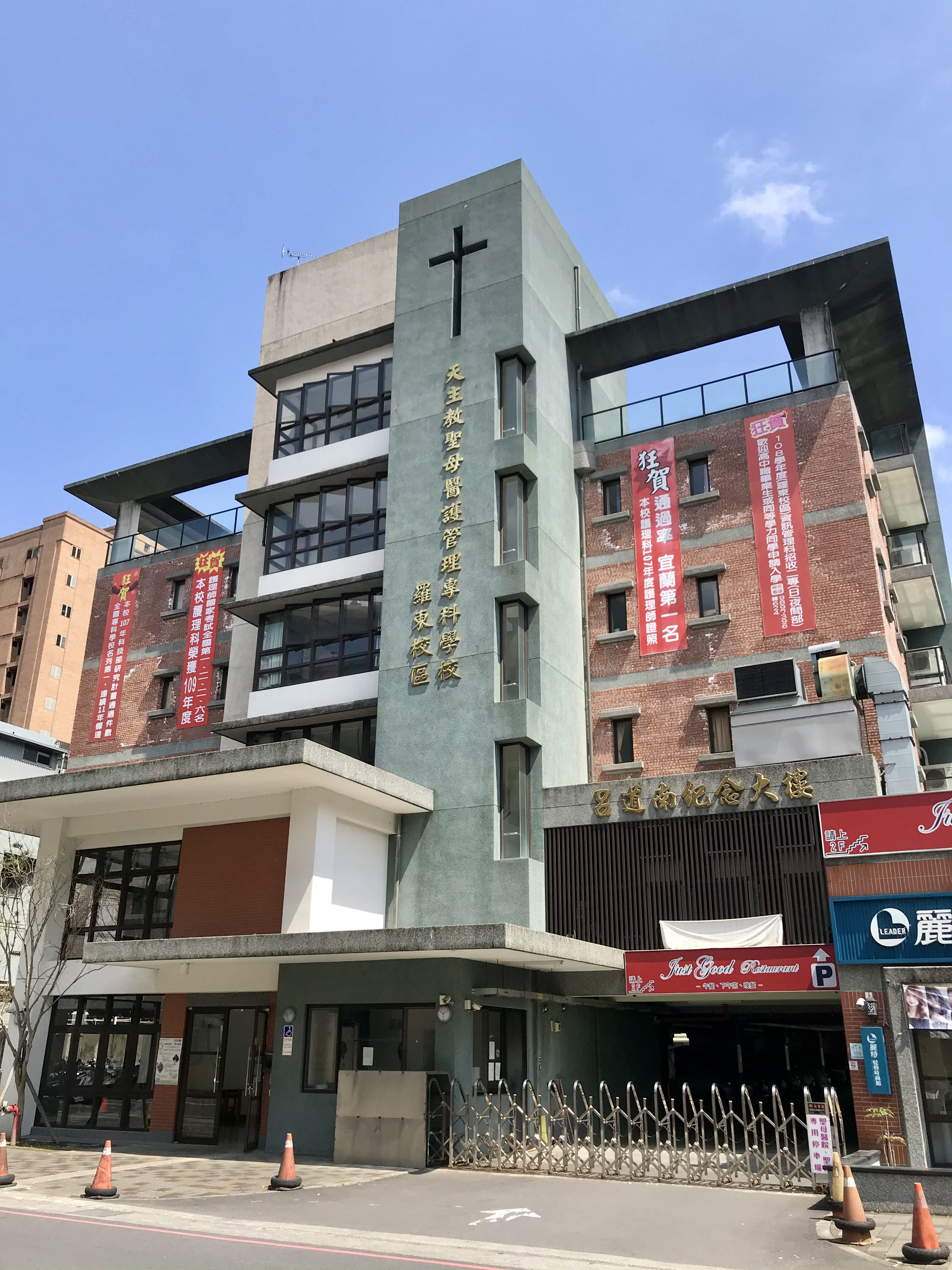
呂道南紀念大樓

2018年6月13日晚6點40分，呂道南在羅東聖母醫院去世，享壽85歲，他曾說需要他的地方就是家鄉，吩咐安葬在他惦記的宜蘭，葬於廣興天主教公墓。該年12月18日，聖母醫護管理專科學校羅東校區呂道南紀念大樓，由靈醫會董事長呂若瑟神父、聖母專校校長許壬榮、李智與安恆立神父、韓國乾修士、聖母醫院副院長黃子勇等人揭牌。